# Hermann Straub

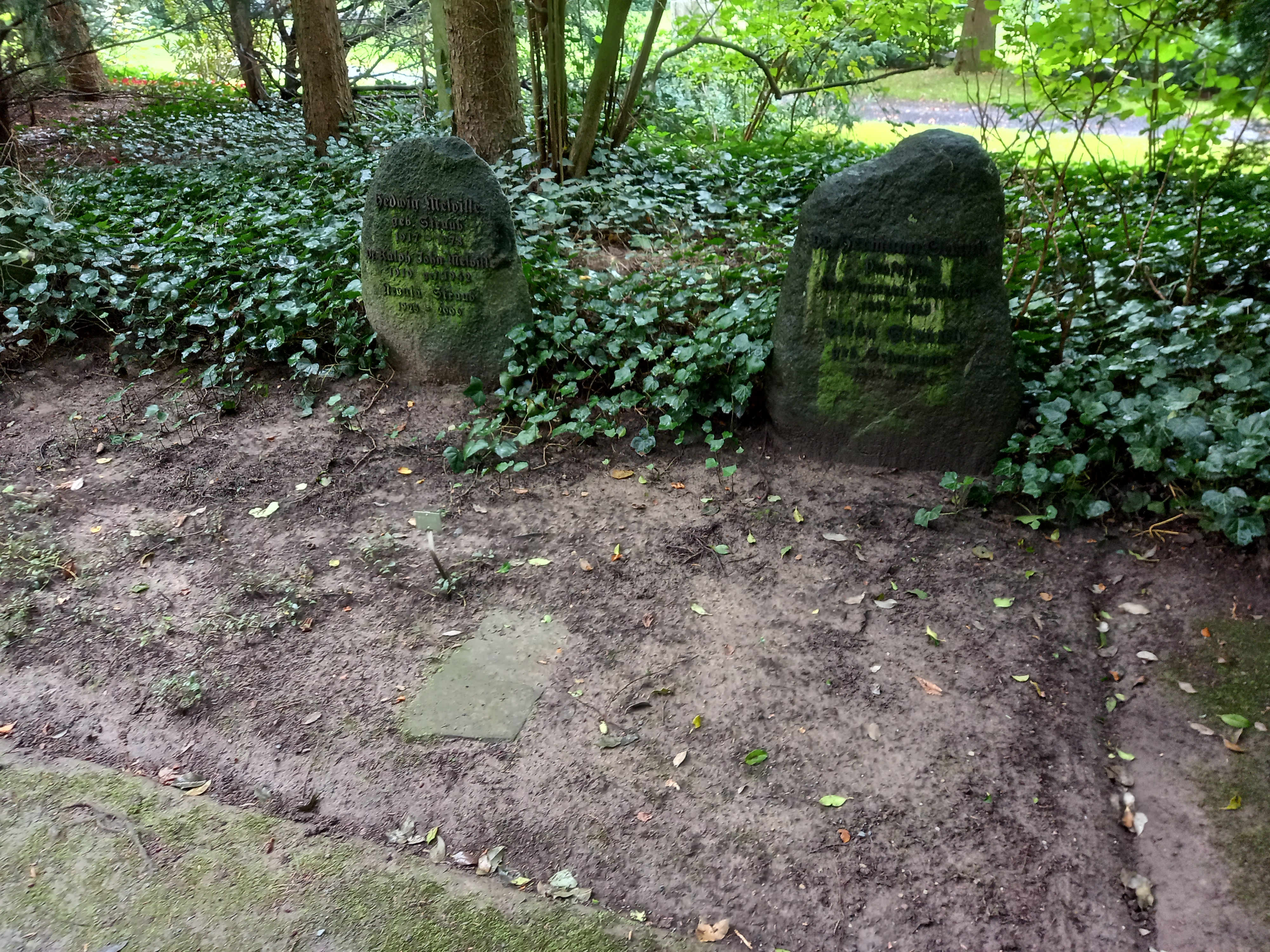
Das Grab von Hermann Straub (Grabstein rechts) und seiner Ehefrau auf dem Stadtfriedhof Göttingen

Hermann Straub (* 18. November 1882 in Stuttgart; † 20. Juli 1938 in Greifswald) war ein deutscher Internist.

## Leben
Straub studierte an den Universitäten Tübingen und Humboldt-Universität zu Berlin Naturwissenschaften und Medizin. 1901 wurde er Mitglied der Tübinger Studentenverbindung Akademische Gesellschaft Stuttgardia. 1909 konnte er dieses Studium erfolgreich mit einer Promotion abschließen. In seiner Dissertation befasste er sich mit „Acuter Morbus Addisonii nach Thrombosen beider Nebennierenvenen“.
Anschließend arbeitete Straub am Pharmakologischen Institut in Freiburg im Breisgau und wechselte später nach Großbritannien an die Physiologischen Institute von Cambridge und London. 1910 kehrte Straub zurück und wurde Assistent am Universitätsklinikum Tübingen. Zwei Jahre später nahm er einen Ruf als Oberarzt an die Erste Medizinische Klinik in München an. Dort konnte sich Straub 1914 mit dem Thema „Dynamik des Säugetierherzens“ (Innere Medizin) habilitieren.
Zwischen 1914 und 1918 nahm Straub als Arzt am Ersten Weltkrieg teil. 1919 beförderte man ihn zum a.o. Prof. und als solcher betraute man ihn mit der Leitung der medizinischen Poliklinik in Greifswald. 1928 nahm er einen Ruf nach Göttingen an.
Bald nach der Machtergreifung durch die Nationalsozialisten legte Straub seine Ämter nieder und zog sich ins Privatleben nach Greifswald zurück. Dort starb er im Alter von 55 Jahren am 20. Juli 1938; seine letzte Ruhestätte fand er auf dem Stadtfriedhof Göttingen.
1936 wurde er zum ordentlichen Mitglied der Göttinger Akademie der Wissenschaften gewählt.
Straub war seit 1916 mit Frida, geb. Schumann, verheiratet, beide hatten zwei Töchter.

## Rezeption
Straub forschte über den Blutkreislauf, die Atmung und auch den Mineralstoffwechsel.

## Werke (Auswahl)
- Acuter Morbus Addisonii nach Thrombosen beider Nebennierenvenen. Dissertation, Universität Tübingen 1909.
- Dynamik des Säugetierherzens. Habilitation, Universität München 1914.